# Andrea Calcese
Andrea Calcese (Naples, 1595 - Naples, 1656), appelé aussi Ciuccio est un comédien de théâtre italien de la première moitié du XVIIe siècle. Dans l'histoire du théâtre napolitain, il est connu pour être l'un des plus fameux polichinelles.

## Biographie
Sa première notice apparaît dans un document de 1615, lors de la dissolution de la troupe de Carlo Fredi, active dans la  Stanza della commedia di S. Giorgio dei Genovesi. Réputé pour ses talents d'improvisation, il endosse, en 1618, pour la première fois l'habit et le masque de pulcinella.
Et, en novembre de la même année, il joue avec la troupe du Cecchini qui inaugure le nouveau théâtre  la Stanza di S. Giovanni dei Fiorentini. L'année suivante, 1619, sera déterminante pour sa carrière : il rencontre  le célèbre Coviello, incarné par Ambrogio Buonomo, et avec lequel il formera un duo  (Pulcinella - Coviello) de comédiens dans diverses troupes qui se produisent principalement dans la Stanza di San Bartolomeo : ils resteront sur scène presque inséparables jusqu’à la mort d'Ambriogo, en 1642.
Andrea Calcese meurt de la peste en 1656. Son élève est Michelangelo Fracanzani